# 吉田憲正
吉田 憲正（よしだ のりまさ、1944年4月8日 - 2024年3月30日）は、日本の経営者。泉州銀行頭取、池田泉州ホールディングス会長を務めた。奈良県出身。

## 経歴・人物
1968年に一橋大学商学部を卒業し、同年に三和銀行に入行した。1995年6月に取締役に就任し、1998年3月に常務、1999年6月に専務を経て、2000年4月には泉州銀行頭取に就任。2010年6月に池田泉州銀行会長に就任し、2012年6月には特別顧問に就任。
2008年11月に藍綬褒章を受章。
2024年3月30日、病気により死去した。79歳没。死没日付をもって従五位に叙され、旭日小綬章を追贈された。